# زیردریایی کلاس اودین
زیردریایی کلاس اودین (به انگلیسی: Odin-class submarine) یک کلاس از زیردریایی است که طول آن ۲۷۵ فوت (۸۴ متر) می‌باشد.